# 卯坂南
卯坂南（うさかみなみ）は、愛知県知多郡阿久比町の地名。

## 地理

### 施設
- 卯坂南公園

## 歴史

### 沿革
- 2013年（平成25年） - 阿久比町卯坂の一部より成立。

### WEB
1. ↑  “市外局番の一覧” (PDF).   総務省 (2022年3月1日). 2022年3月22日閲覧。
2. ↑  “ナンバープレートについて”.   一般社団法人愛知県自動車会議所. 2024年1月21日閲覧。